# ركلة حرة مباشرة (كرة القدم)

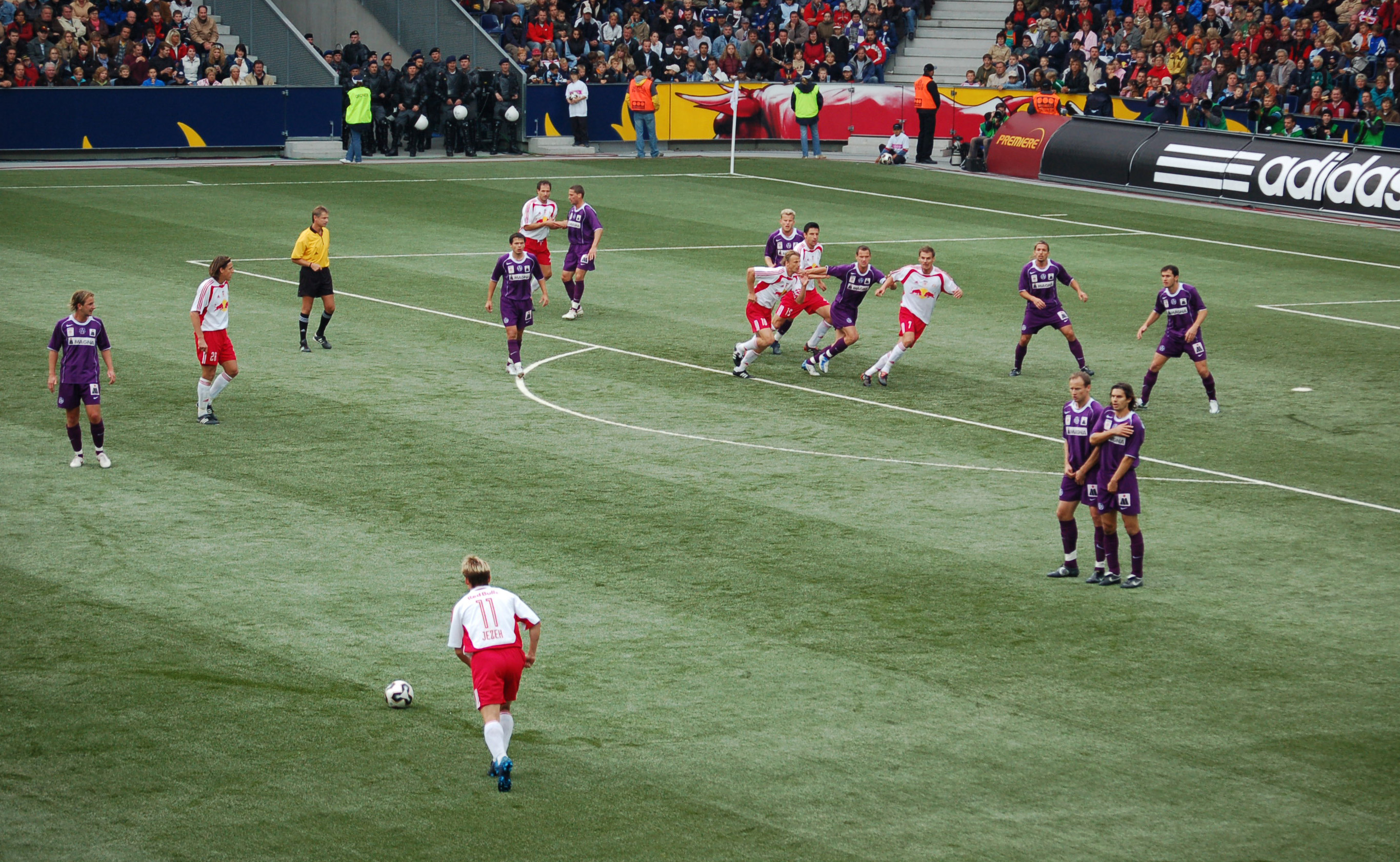
ركلة حرة غير مباشرة.

ضربة حرة مباشرة هي طريقة لاستئناف اللعب في لعبة كرة القدم عقب ارتكاب خطأ. ويمكن تسجيل هدف بضربة مباشرة ضد الطرف الآخر من دون لمس الكرة من قبل اللاعب الآخر للمرة الأولى. وبعكس الركلة الحرة غير المباشرة حيث يجب أن تمرر الكرة قبل محاولة تسديدها إلى المرمى.